# Draco cristatellus
Draco cristatellus är en ödleart som beskrevs av  Günther 1872. Draco cristatellus ingår i släktet flygdrakar och familjen agamer. Inga underarter finns listade i Catalogue of Life.
Arten förekommer på Borneo och kanske i Thailand på norra Malackahalvön. Honor lägger ägg. IUCN räknar endast populationen på Borneo till arten. Den lever i ursprungliga skogar och klättrar i trädens kronor. Exemplaren är dagaktiva.
Det är inget känt om populationens storlek och möjliga hot. IUCN listar arten med kunskapsbrist (DD).